# 歐蘭
歐蘭（挪威語：Ørland）是挪威特倫德拉格郡的一個市镇，行政中心为博滕高村。市镇面积为457平方公里，人口数量为10.323人（2020年），人口密度为每平方公里24.1人。